# Indénié-Djuablin

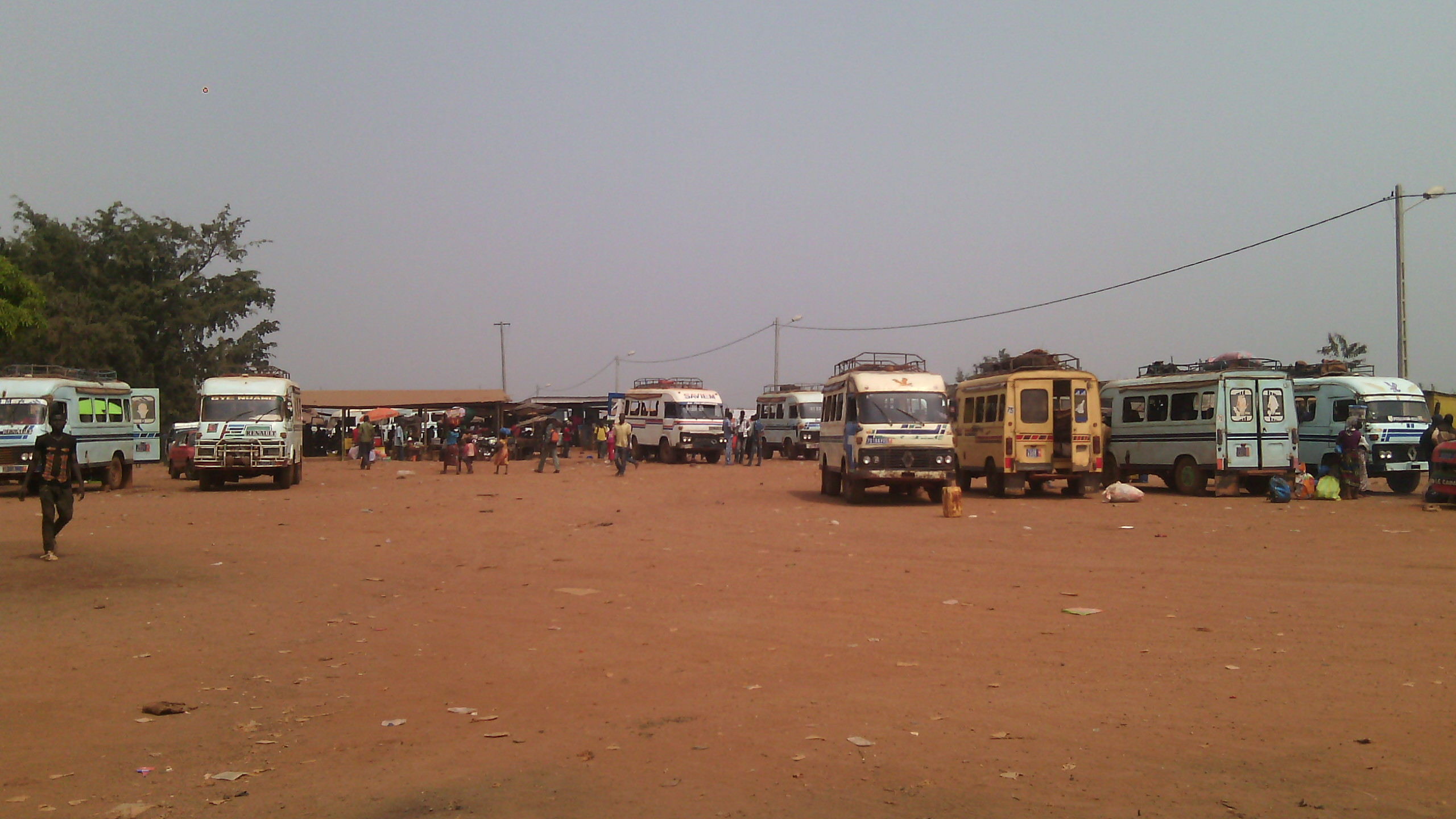
Het busstation van Abengourou

Indénié-Djuablin (tot 2011 Moyen-Comoé) is een bestuurlijke regio van Ivoorkust aan de oostgrens van het land in het district Comoé. De volkstelling van 1988 liet een inwonersaantal van 298.656 zien. De laatste schatting van 2007 sprak over zo'n 560.000 inwoners. Indénié-Djuablin heeft een oppervlakte van 6900 km² en heeft Abengourou als hoofdplaats.

## Grenzen
De regio Indénié-Djuablin deelt een grens met een buurland van Ivoorkust:
- De regio Western van Ghana in het oosten.

## Departementen
De regio is verder opgedeeld in twee departementen
:
- Abengourou
- Agnibilekrou